# Georges Pintens
Georges Pintens est un coureur cycliste belge, né le 15 octobre 1946 à Anvers. Il est professionnel de 1968 à 1976.

## Palmarès

### Palmarès amateur
- 1967
  - 2eb et 3e étapes de l'Étoile hennuyère
  - Paris-Roubaix amateurs

### Palmarès professionnel
- 1968
  - Omloop van de Westkust
  - 3ea (contre-la-montre par équipes) et 12e étapes du Tour de France
  - 2e de la Coupe Sels
  - 2e de la Zwevezele Koers
- 1969
  - 2eb étape du Tour de Belgique (contre-la-montre par équipes)
  - Grand Prix de Francfort
  - 2e du Tour du Nord
  - 3e du Circuit de Niel
  - 6e de l'Amstel Gold Race
  - 6e du Tour de Lombardie
  - 7e du Grand Prix des Nations
  - 9e de la Flèche wallonne
- 1970
  - Hoeilaart-Diest-Hoeilaart
  - Amstel Gold Race
  - 6ea étape du Critérium du Dauphiné libéré
  - 4eb étape du Tour de Luxembourg (contre-la-montre)
  - 2e de la Flèche wallonne
  - 2e du Tour de Luxembourg
  - 3e de la Flèche brabançonne
  - 3e du Grand Prix de Wallonie
  - 3e de Liège-Tongrinne
  - 5e de Liège-Bastogne-Liège
  - 10e du Tour de France
- 1971
  - Milan-Turin
  - Gand-Wevelgem
  - Tour de Suisse :
    - Classement général
    - 2e étape

  - Course des raisins
  - 2e de Tirreno-Adriatico
  - 2e du Grand Prix E3
  - 2e de Liège-Bastogne-Liège
  - 2e du Grand Prix Jef Scherens
  - 2e de Harelbeke-Anvers-Harelbeke
  - 3e du Trophée Matteotti
  - 3e de Grand Prix de Wallonie
  - 3e du GP Diessenhofen
  - 3e de la Flèche halloise
  - 4e de l'Amstel Gold Race
  - 5e du championnat du monde sur route
  - 5e du Tour de Lombardie
  - 10e de Paris-Roubaix
- 1972
  - Grand Prix de Menton
  - Grand Prix Betekom
  - Grand Prix du canton d'Argovie
  - Circuit de la vallée de la Senne
  - 2e du Tour de Toscane
  - 3e du championnat de Belgique interclubs
  - 5e de Liège-Bastogne-Liège
  - 5e de la Flèche wallonne
- 1973
  - Tour d'Andalousie :
    - Classement général
    - 2e étape

  - Prologue du Tour de Belgique (contre-la-montre par équipes)
  - Grand Prix de Francfort
  - Circuit du Brabant occidental
  - 2e de la Puivelde Koerse
  - 5e de la Flèche wallonne
  - 8e de Liège-Bastogne-Liège
- 1974
  - Liège-Bastogne-Liège
- 1975
  - Circuit de Wallonie
  - Prologue du Tour de Luxembourg (contre-la-montre par équipes)
  - 3e de la Flèche hesbignonne
- 1976
  - 8e étape du Tour d'Espagne

## Résultats sur les grands tours

### Tour de France
4 participations
- 1968 : 12e, vainqueur de la 12e étape
- 1970 : 10e
- 1973 : hors-délais (15e étape)
- 1974 : 30e

### Tour d'Espagne
1 participation
- 1976 : abandon (15e étape), vainqueur de la 8e étape

### Tour d'Italie
2 participations
- 1971 : abandon (16e étape)
- 1972 : 37e